# Buksnes kommun
Buksnes kommun (norska: Buksnes kommune) var en kommun i Nordland fylke i norra Norge. Tätorten Gravdal utgjorde kommunens centralort.

## Administrativ historik
Buksnes kommun upprättades den 1 januari 1838 (som Buxnæs formannskapsdistrikt) när Formannskapslovene från 1837 trädde i kraft. Kommunen omfattade då de södra och västra delarna av nuvarande Vestvågøy kommun.
Den 1 juli 1919 bröts Hols kommun ut ur kommunen som då minskade från 5 460 invånare före delningen till 3 188 invånare efter. Den återstående delen omfattade den västra delen av nuvarande Vestvågøy kommun.
Den 1 januari 1963 gick Buksnes kommun, tillsammans med kommunerna Borge, Hol och Valberg, upp i Vestvågøy kommun. Kommunens hade då 4 416 invånare.